# Skate America 1990
Navigation
Édition précédente Édition suivante
Le Skate America est une compétition internationale de patinage artistique qui se déroule aux États-Unis au cours de l'automne. Il accueille des patineurs amateurs de niveau senior dans quatre catégories: simple messieurs, simple dames, couple artistique et danse sur glace.
Le neuvième Skate America est organisé du 17 au 21 octobre 1990 au Buffalo Memorial Auditorium de Buffalo dans l'État de New York.

## Résultats

### Messieurs
| Rang | Nom                    | Pays             | Points | Prog. court | Prog. libre |
| ---- | ---------------------- | ---------------- | ------ | ----------- | ----------- |
| 1    | Viktor Petrenko        | Union soviétique | 1.5    | 1           | 1           |
| 2    | Christopher Bowman     | États-Unis       | 4.0    | 4           | 2           |
| 3    | Todd Eldredge          | États-Unis       | 4.0    | 2           | 3           |
| 4    | Vyacheslav Zahorodnyuk | Union soviétique | 5.5    | 3           | 4           |
| 5    | Craig Heath            | États-Unis       | 7.5    | 5           | 5           |
| 6    | Philippe Candeloro     | France           | 10.5   | 7           | 7           |
| 7    | Patrick Brault         | Canada           | 11.0   | 6           | 8           |
| 8    | Elvis Stojko           | Canada           | 13.5   | 15          | 6           |
| 9    | Ralph Burghart         | Autriche         | 14.0   | 10          | 9           |
| 10   | Jung Sung-il           | Corée du Sud     | 14.5   | 9           | 10          |
| 11   | Alessandro Riccitelli  | Italie           | 15.0   | 8           | 11          |
| 12   | Steven Cousins         | Royaume-Uni      | 18.0   | 12          | 12          |
| 13   | Cameron Medhurst       | Australie        | 20.0   | 14          | 13          |
| 14   | Oliver Höner           | Suisse           | 20.5   | 13          | 14          |
| 15   | Mitsuhiro Murata       | Japon            | 20.5   | 11          | 15          |

### Dames
| Rang | Nom                    | Pays             | Points | Prog. court | Prog. libre |
| ---- | ---------------------- | ---------------- | ------ | ----------- | ----------- |
| 1    | Kristi Yamaguchi       | États-Unis       | 1.5    | 1           | 1           |
| 2    | Midori Ito             | Japon            | 3.0    | 2           | 2           |
| 3    | Tonia Kwiatkowski (en) | États-Unis       | 4.5    | 3           | 3           |
| 4    | Patricia Neske         | Allemagne        | 6.0    | 4           | 4           |
| 5    | Surya Bonaly           | France           | 9.0    | 8           | 5           |
| 6    | Jeri Campbell          | États-Unis       | 9.0    | 6           | 6           |
| 7    | Olga Markova           | Union soviétique | 11.5   | 9           | 7           |
| 8    | Karen Preston          | Canada           | 11.5   | 7           | 8           |
| 9    | Evelyn Großmann        | Allemagne        | 11.5   | 5           | 9           |
| 10   | Margot Bion            | Canada           | 16.0   | 12          | 10          |
| 11   | Carola Wolff           | Allemagne        | 17.0   | 10          | 12          |
| 12   | Suzanne Otterson       | Royaume-Uni      | 17.5   | 13          | 11          |
| 13   | Beatrice Gelmini       | Italie           | 18.5   | 11          | 13          |
| 14   | Diana Marcos           | Mexique          | 21.0   | 14          | 14          |

### Couples
| Rang | Nom                                  | Pays                 | Points | Prog. court | Prog. libre |
| ---- | ------------------------------------ | -------------------- | ------ | ----------- | ----------- |
| 1    | Marina Eltsova / Andrei Bushkov      | Union soviétique     | 1.5    | 1           | 1           |
| 2    | Radka Kovaříková / René Novotný      | Tchécoslovaquie      | 4.0    | 2           | 3           |
| 3    | Mandy Wötzel / Axel Rauschenbach     | Allemagne            | 4.5    | 5           | 2           |
| 4    | Natasha Kuchiki / Todd Sand          | États-Unis           | 5.5    | 3           | 4           |
| 5    | Stacey Ball / Jean-Michel Bombardier | Canada               | 8.0    | 6           | 5           |
| 6    | Elena Leonova / Sergei Petrovski     | Union soviétique     | 8.0    | 4           | 6           |
| 7    | Calla Urbanski / Rocky Marval        | États-Unis           | 10.5   | 7           | 7           |
| 8    | Anuschka Glaser / Stefan Pfrengle    | Allemagne de l'Ouest | 12.5   | 9           | 8           |
| 9    | Patricia MacNeil / Cory Watson       | Canada               | 14.0   | 10          | 9           |
| 10   | Angela Deneweth / John Denton        | États-Unis           | 14.0   | 8           | 10          |
| 11   | Danielle Carr / Stephen Carr         | Australie            | 16.5   | 11          | 11          |

### Danse sur glace
| Rang | Nom                                     | Pays             | Points | Danse imposée 1 | Danse imposée 2 | Danse originale | Danse libre |
| ---- | --------------------------------------- | ---------------- | ------ | --------------- | --------------- | --------------- | ----------- |
| 1    | Stefania Calegari / Pasquale Camerlengo | Italie           | 2.0    | 1               | 1               | 1               | 1           |
| 2    | Isabelle Sarech / Xavier Debernis       | France           | 4.4    | 3               | 3               | 2               | 2           |
| 3    | Illona Melnichenko / Gennadi Kaskov     | Union soviétique | 5.6    | 2               | 2               | 3               | 3           |
| 4    | Ivana Strondalova / Milan Brzy          | Tchécoslovaquie  | 8.0    | 4               | 4               | 4               | 4           |
| 5    | Małgorzata Grajcar / Andrzej Dostatni   | Pologne          | 10.0   | 5               | 5               | 5               | 5           |
| 6    | Jeanne Miley / Michael Verlich          | États-Unis       | 12.0   | 6               | 6               | 6               | 6           |
| 7    | Regina Woodward / Csaba Szentpéteri     | Hongrie          | 14.2   | 8               | 7               | 7               | 7           |
| 8    | Penny Mann / Juan Carlos Noria          | Canada           | 16.4   | 9               | 9               | 8               | 8           |
| 9    | Isabelle Labossiere / Mitchell Gould    | Canada           | 17.4   | 7               | 8               | 9               | 9           |
| 10   | Amy Webster / Leif Erickson             | États-Unis       | 20.0   | 10              | 10              | 10              | 10          |
| 11   | Wendy Millette / J Curtis               | États-Unis       | 22.0   | 11              | 11              | 11              | 11          |

## Source
- (en) « Campbell's ® Soups SKATE AMERICA '90 », sur usfsa.xmlmanager.qg.com
- Patinage Magazine N°25 (Décembre 1990/Janvier-Février 1991)